# عبد الرحمن الحارثي
عبد الرحمن محمد الحارثي، لاعب كرة قدم سعودي يلعب في نادي الطائي.

## مسيرة اللاعب
مثل النادي الأهلي في الفئات السنية و لعب بعدها مع نادي الخليج ونادي الحزم ونادي العين ونادي الطائي.